# Кюрджува
Кюрджува (азерб. Gürcuva) — село в Кюрджувинском административно-территориальном округе Агдашского района Азербайджана.

## Этимология
Название происходит о слов «гюрджу» (с азерб. — «грузин») и «оба» (с азерб. — «жилище»).

## История
Село основано в начале XIX века ингилойцами, переселившимися сюда из Нухинского уезда.
Село Гюрджабад в 1913 году согласно административно-территориальному делению Елизаветпольской губернии относилось к Учковахскому сельскому обществу Арешского уезда.
В 1926 году согласно административно-территориальному делению Азербайджанской ССР село относилось к дайре Ляки Геокчайского уезда.
После реформы административного деления и упразднения уездов в 1929 году был образован Карадаглинский сельсовет в Агдашском районе Азербайджанской ССР.
Согласно административному делению 1961 года село Кюрджува входило в Карадаглинский сельсовет Агдашского района Азербайджанской ССР, но уже к 1977 году село переподчинено к Машадскому сельсовету.
В 1999 году в Азербайджане была проведена административная реформа и внутри Машадского административно-территориального округа был учрежден Машадский муниципалитет Агдашского района. 5 марта 2013 года указом Президента Азербайджана село Машад упразднено, его территория переподчинена городу Агдаш, а Машадский муниципалитет и Машадский АТО переименованы в Кюрджувинский муниципалитет и Кюрджувинский административно-территориальный округ.

## География
Кюрджува расположена на берегу реки Турианчай.
Село находится в 5,5 км от райцентра Агдаш и в 240 км от Баку. Ближайшая железнодорожная станция — Ляки.
Село находится на высоте 35 метров над уровнем моря.

## Население
| Численность населения | Численность населения | Численность населения |
| 1886                  | 1985                  | 2009                  |
| --------------------- | --------------------- | --------------------- |
| 143                   | ↗470                  | ↗641                  |

В 1886 году в селе проживало 143 человека, все — азербайджанцы, по вероисповеданию — мусульмане-сунниты.
Население преимущественно занимается выращиванием риса, животноводством.

## Климат
| Показатель                                                                          | Янв. | Фев. | Март | Апр. | Май  | Июнь | Июль | Авг. | Сен. | Окт. | Нояб. | Дек. | Год  |
| ----------------------------------------------------------------------------------- | ---- | ---- | ---- | ---- | ---- | ---- | ---- | ---- | ---- | ---- | ----- | ---- | ---- |
| Средний суточный максимум, °C                                                       | 7,0  | 8,3  | 12,5 | 20,5 | 25,5 | 29,9 | 33,5 | 32,3 | 28,0 | 21,1 | 14,2  | 9,1  | 20,1 |
| Средняя температура, °C                                                             | 3,0  | 4,3  | 8,0  | 14,7 | 19,6 | 24,0 | 27,2 | 26,1 | 22,1 | 16,0 | 10,0  | 5,1  | 15,0 |
| Средний суточный минимум, °C                                                        | −0,9 | 0,3  | 3,6  | 8,9  | 13,7 | 18,1 | 20,9 | 19,9 | 16,3 | 10,9 | 5,9   | 1,2  | 9,9  |
| Норма осадков, мм                                                                   | 24   | 29   | 34   | 42   | 56   | 42   | 22   | 25   | 26   | 54   | 33    | 27   | 414  |
| Источник: https://en.climate-data.org/asia/azerbaijan/agdas-rayonu/guercuva-955014/ |      |      |      |      |      |      |      |      |      |      |       |      |      |

Среднегодовая температура воздуха в селе составляет +15,0 °C. В селе семиаридный климат.

## Инфраструктура
В селе расположена средняя школа имени Аяза Халилова, библиотека.